# Agustí de Pallejà
Agustí de Pallejà (Barcelona, 1737 - Montserrat, 16 de novembre de 1809) va ser un monjo i ermità català.
L'1 de juny de 1764 prengué l'hàbit de monjo i, ben aviat, després d'uns deu mesos de noviciat s'adonà que la seva vocació era la d'ermità. Després d'un temps d'espera, essent encara novici, prengué l'hàbit d'ermità el 12 de maig de 1766, professant un any després, el 17 de maig de 1767. El 29 de maig de 1773, després d'haver robat diners a alguns monjos í ermitans, i els coberts i utensilis de plata de la infermeria del monestir on servia, es comprà roba i, vestit de seglar, amb el qual va fugir, saltant la paret del monestir, i es va traslladar a Hostalet, Abrera i a altres llocs. Però, dos dies després, penedit de la seva acció, s'entregà al prior d'Olesa de Montserrat, Manuel Gutiérrez, i penedit demanà perdó per la seva malifeta. Pero, l'abat de Montserrat, el 27 d'agost de 1773 el condemnà a un any de presó i privació de vot actiu i passiu i de grada tot el temps que determinés l'abat general de la Congregació, i el comminà a tornar tot el que havia robat als monjos i ermitans, i també els coberts de plata de la infermeria que regentava, per fugir del monestir. A més, ordenà també que tot el que totes les seves possessions fossin venudes per tal de retornar les quantitats robades i la plata de la infermeria. Més tard, va suplicar al capítol general de 1777 l'absolució de les penitències que li foren imposades, i al de 1781 la restitució de la grada. I tot el que va demanar li fou atorgat. Hi ha constància que l'l de juny de 1789 vivia a l'ermita de Sant Antoni, on el va visitar Francisco de Zamora. Després va viure a l'ermita de la Santíssima Trinitat i a partir de febrer de 1806 a l'ermita de la Santa Creu. Morí de sobte, no sense abans haver rebut l'extremunció, el dia 16 de novembre de 1809.